# Discografia de Sistar
Esta é a discografia do girl group sul-coreano Sistar, formada por um álbum de estúdio, dois extended plays, sete singles e quatro singles promocionais. O grupo estreou com a canção "Push Push" em 3 de junho de 2010.

## Álbuns de estúdio
| So Cool                                                                                      | - Lançamento: 9 de agosto de 2011 - Duração: 36:37 - Gravadora: Starship Entertainment - Formatos: CD, download digital | 10 | —  | - KOR: - 18.815 (somente 2011) - 6.962 (somente 2012) - 25.777 (total) |
| Give It to Me                                                                                | - Lançamento: 11 de junho de 2013 - Gravadora: Starship Entertainment - Formatos: CD, download digital                  | 5  | 89 | - KOR: 21.577+ - JPN: 1.300+                                           |
| "—" indica lançamentos que não figuraram nas paradas ou que não foram lançados nessa região. | |    |    |                                                                        |

## Extended plays

### EPs
| Alone                                                                                        | - Lançamento: 12 de abril de 2012 - Duração: 21:53 - Gravadora: Starship Entertainment - Formatos: CD, download digital  | 3  | —   | — | - KOR: 18.000             |
| Loving U                                                                                     | - Lançamento: 28 de junho de 2012 - Duração: 25:21 - Gravadora: Starship Entertainment - Formatos: CD, download digital  | 11 | 254 | — | - KOR: 19.000 - JPN: 500+ |
| Touch N Move                                                                                 | - Lançamento: 21 de julho de 2014 - Duração: 18:37 - Gravadora: Starship Entertainment - Formatos: CD, download digital  | 2  | 158 | 8 | - KOR: 14,548 - JPN: 938  |
| Sweet & Sour                                                                                 | - Lançamento: 26 de agosto de 2014 - Duração: 23:24 - Gravadora: Starship Entertainment - Formatos: CD, download digital | 4  | 186 | — | - KOR: 7,006 - JPN: 402   |
| Shake It                                                                                     | - Lançamento: 22 de junho de 2015 - Duração: 17:43 - Gravadora: Starship Entertainment - Formatos: CD, download digital  | 3  | —   | 6 | - KOR: 19,396             |
| Insane Love                                                                                  | - Lançamento: 21 de julho de 2016 - Duração: 24:02 - Gravadora: Starship Entertainment - Formatos: CD, download digital  | 3  | —   | 7 | - KOR: 8,707              |
| "—" indica lançamentos que não figuraram nas paradas ou que não foram lançados nessa região. | |    |     |   |                           |

## Singles
| 2010                                                                                         | "Push Push"                                                            | 9   | —  | —  | - : 1.779.327+          | So Cool          |
| 2010                                                                                         | "Shady Girl"                                                           | 4   | —  | —  | - : 1.623.243+          | So Cool          |
| 2010                                                                                         | "How Dare You"                                                         | 2   | —  | —  | :                       | So Cool          |
| 2011                                                                                         | "So Cool"                                                              | 1   | 1  | —  | - : 3.334.222+          | So Cool          |
| 2012                                                                                         | "Alone"                                                                | 1   | 1  | 7  | - : 3.203.685+          | Alone            |
| 2012                                                                                         | "Loving U"                                                             | 1   | 1  | 16 | - : 3.017.035+          | Loving U         |
| 2013                                                                                         | "Give It to Me"                                                        | 1   | 1  | 6  | - : 1.460.238+          | Give It to Me    |
| 2014                                                                                         | "Touch My Body"                                                        | 1   | —  | 3  | - : 1.168.060+          | Touch N Move     |
| 2014                                                                                         | "I Swear"                                                              | 1   | —  | 6  | - : 733.268+            | Sweet And Sour   |
| 2015                                                                                         | "SHAKE IT"                                                             | 1   | —  | 6  | - : 1.283.400+          | SHAKE IT         |
| 2016                                                                                         | "I Like That"                                                          | 1   | —  | 5  | - : 884,858+            |                  |
| 2017                                                                                         | "Lonely"                                                               | 1   | —  | 8  | - : 608,781+            | Lonely           |
|                                                                                              |                                                                        |     |    |    |                         |                  |
| Singles sem álbum                                                                            |                                                                        |     |    |    |                         |                  |
| 2010                                                                                         | "We Never Go Alone"                                                    | 186 | —  |    |                         | Single sem álbum |
| 2010                                                                                         | "Chronos Soul"                                                         | 84  | —  |    |                         | Single sem álbum |
| 2011                                                                                         | "Hot Place"                                                            | 10  | —  |    | * KOR (DL]): 1.032.697+ | Single sem álbum |
| 2011                                                                                         | "Pink Romance" (com K.Will e Boyfriend)                                | 25  | —  |    | * KOR (DL): 979.392+    | Single sem álbum |
| 2013                                                                                         | "Snow Candy" (com K.Will e Boyfriend)                                  | 13  | 15 |    | DL): 194.438+           | Single sem álbum |
| 2014                                                                                         | "Love Is You" (com K.Will], Boyfriend, Mad Clown, Junggigo e Jooyoung) | 14  | —  |    | * KOR (DL): 242.907+    | Single sem álbum |
| 2017                                                                                         | "Alone"                                                                | —   | —  |    | * KOR (DL): 597,410+    | Single sem álbum |
| "—" indica lançamentos que não figuraram nas paradas ou que não foram lançados nessa região. |                                                                        |     |    |    |                         |                  |

## Outras canções
| Ano  | Título                     | Melhores posições nas paradas | Álbum         |
| Ano  | Título                     | KOR                           | Álbum         |
| ---- | -------------------------- | ----------------------------- | ------------- |
| 2011 | "Girls Do It"              | 56                            | So Cool       |
| 2011 | "Follow Me"                | 78                            | So Cool       |
| 2012 | "No Mercy"                 | 46                            | Alone         |
| 2012 | "Lead Me"                  | 27                            | Alone         |
| 2012 | "Girls on Top"             | 101                           | Alone         |
| 2012 | "Come Closer"              | 132                           | Alone         |
| 2012 | "Holiday"                  | 59                            | Loving U      |
| 2013 | "The Way You Make Me Melt" | 2                             | Give It to Me |
| 2013 | "Bad Boy"                  | 4                             | Give It to Me |
| 2013 | "Summer Time"              | 34                            | Give It to Me |
| 2013 | "A Week"                   | 39                            | Give It to Me |
| 2013 | "Crying"                   | 17                            | Give It to Me |
| 2013 | "Hey You"                  | 54                            | Give It to Me |
| 2013 | "If U Want"                | 49                            | Give It to Me |
| 2013 | "Up and Down"              | 64                            | Give It to Me |
| 2013 | "Miss Sistar"              | 66                            | Give It to Me |

## Colaborações
| Ano               | Título                        | Artista(s)                                                                  | Álbum                                   |
| Como grupo        | Como grupo                    | Como grupo                                                                  | Como grupo                              |
| ----------------- | ----------------------------- | --------------------------------------------------------------------------- | --------------------------------------- |
| 2010              | "Super Girl"                  | Kim Yuna, Electroboyz                                                       | —                                       |
| 2012              | "Win the Day"                 | Junho, Nichkhun, 4Minute, B1A4, Dal Shabet, MBLAQ, Miss A, Nine Muses, ZE:A | —                                       |
| Como artista solo |                               |                                                                             |                                         |
| 2010              | "Magic Drag (매직드래그)"     | Hyolyn, Jang Geun Suk                                                       | —                                       |
| 2011              | "Giga Cha (기가 차)"          | Hyolyn, K.Will, Simon D.                                                    | My Heart is Beating                     |
| 2011              | "Ma Boy 2"                    | Hyolyn, Electroboyz                                                         | Rebirth                                 |
| 2012              | "Officially Missing You, Too" | Soyou, Geeks                                                                | Officially Missing You, Too             |
| 2012              | "White Love (하얀설레임)"     | Soyou, K.Will, Jeongmin                                                     | —                                       |
| 2012              | "Mermaid Princess"            | Mystic White (Bora, Jiyoung, Gayoon, Sunhwa, Lizzy)                         | 2012 SBS Gayo Daejun The Color Of K-Pop |
| 2012              | "This Person"                 | Dazzling Red (Hyolyn, Hyuna, Hyoseong, Nana, Nicole)                        | 2012 SBS Gayo Daejun The Color Of K-Pop |

## Trilhas sonoras
| Ano               | Título                                       | Artista(s)            | Série de TV                              |
| Como grupo        | Como grupo                                   | Como grupo            | Como grupo                               |
| ----------------- | -------------------------------------------- | --------------------- | ---------------------------------------- |
| 2010              | "Chronos Soul"                               |                       | Chronos Sword (jogo)                     |
| Como artista solo |                                              |                       |                                          |
| 2010              | "It's Okay"                                  | Soyou, J2 Woo         | Gloria                                   |
| 2010              | "Should I Say I Love You? (사랑한다 말할까)" | Soyou                 | Playful Kiss                             |
| 2011              | "Naegen Neonikka (내겐 너니까)"              | Hyolyn                | Glory Jane                               |
| 2012              | "I Choose to Love You (널 사랑하겠어)"       | Hyolyn                | How To Love Smart {comercial da Samsung} |
| 2012              | "Super Star"                                 | Hyolyn, Jiyeon, Ailee | Dream High 2                             |

## Vídeos musicais
| Ano      | Título                       | Duração |        |
| Sistar   | Sistar                       | Sistar  | Sistar |
| -------- | ---------------------------- | ------- | ------ |
| 2010     | "Push Push"                  | 3:25    |        |
| 2010     | "We Never Go Alone"          | 2:23    |        |
| 2010     | "Chronos Soul"               | 3:39    |        |
| 2010     | "Shady Girl"                 | 3:39    |        |
| 2010     | "How Dare You"               | 3:25    |        |
| 2011     | "So Cool"                    | 3:24    |        |
| 2011     | "Hot Place"                  | 3:28    |        |
| 2011     | "Pink Romance"               | 3:30    |        |
| 2012     | "Alone"                      | 3:29    |        |
| 2012     | "Loving U"                   | 3:40    |        |
| 2013     | "Give It to Me"              | 4:14    |        |
| 2014     | "Touch my body"              | 3:32    |        |
| 2014     | "I Swear"                    | 4:05    |        |
| 2015     | "SHAKE IT"                   | 3:32    |        |
| 2016     | "I like that"                | 3:59    |        |
| Sistar19 |                              |         |        |
| 2011     | "Ma Boy"                     | 3:28    |        |
| 2013     | "Gone Not Around Any Longer" | 3:43    |        |